# La historia continúa
La historia continúa es el decimosexto álbum de estudio de la banda de rock española Medina Azahara, publicado en el año 2011 por Avispa. 
El disco, compuesto de canciones nuevas grabadas en estudio, formó parte del discolibro de lujo 30 Años y la historia continúa.
Esta edición individual contiene como bonus track una versión del "With a Little Help From My Friends", de los Beatles.
Este trabajo también fue editado en un pack incluyendo el CD y la versión en LP de vinilo.

## Lista de canciones
1. "Esa Luz" - 3:34
2. "Quiero Sentir Más" - 4:07
3. "Málaga" - 4:04
4. "Si Pudiera Cambiar" - 4:05
5. "La Música Suena" - 4:20
6. "Lloraré Por Ti" - 5:37
7. "Un Solo Corazón" - 4:45
8. "Mi Andalucía" - 4:10
9. "With A Little Help From My Friends" - 4:40

## Créditos
- Manuel Martínez - voz
- Paco Ventura - guitarras
- Charly Rivera - bajo
- Manuel Reyes - batería
- Manuel Ibáñez - teclados